# Minuartia regeliana
Minuartia regeliana là loài thực vật có hoa thuộc họ Cẩm chướng. Loài này được (Trautv.) Mattf. mô tả khoa học đầu tiên năm 1921.